# ناثان إدوين بريل
ناثان إدوين بريل (بالإنجليزية: Nathan Edwin Brill)‏ هو محاضر وطبيب أمريكي، ولد في 3 يناير 1860 في نيويورك في الولايات المتحدة، وتوفي بنفس المكان في 13 ديسمبر 1925 بسبب سرطان الحنجرة.